# Marion Becker
Marion Becker (dekliški priimek Steiner), nemška atletinja, * 21. januar 1950, Hamburg, Zahodna Nemčija.
Nastopila je na poletnih olimpijskih igrah v letih 1972 in 1976, ko je osvojila srebrno medaljo v metu kopja. 